# Hans Heß (Mediziner)
Hans Heß, auch: Hess (* 7. November 1918 in München; † 10. Oktober 2011 ebenda) war ein deutscher Angiologe.

## Leben
Heß besuchte in München die Schule und begann 1939 dort das Medizinstudium, in dem er zum Umfeld der Widerstandsgruppe Weiße Rose zählte. Nach einer Unterbrechung als Soldat im Zweiten Weltkrieg setzte er das Studium fort und schloss 1947 die Facharztausbildung im Krankenhaus rechts der Isar an. Er entwickelte das nach seiner Tochter benannte Irenat, das eine Zeit lang bei Schilddrüsenüberfunktion eingesetzt wurde. 1949 begann er seine Facharzttätigkeit in der medizinischen Poliklinik München und begann sich sehr bald sich mit Krankheitsbildern zu befassen, für die später der Begriff Angiologie geschaffen wurde. Mit dem Preisgeld des Albert-Fraenckel-Preises der Deutschen Gesellschaft für Kreislaufforschung, den er 1959 erhielt, finanzierte er sich eine Forschungsreise in die USA, die ihn auch an die Mayo-Klinik führte. 
Das zusammen mit Jean Kunlin, Leo Schlicht und Heinz Mittermeier veröffentlichte Buch „Die obliterierenden Gefässerkrankungen“ war Ende der 1950er Jahre eines der ersten Angiologiebücher. 1966 und 1968 führte Heß in München die Jahrestagungen der Deutschen Gesellschaft für Angiologie durch, deren Ehrenmitglied er später wurde, wie auch bei der österreichischen Gesellschaft. 1984 verließ er die Universitätsklinik und setzte seine ärztliche Tätigkeit an der Privatklinik Josephinum in München fort, die er im Alter von 88 Jahren beendete.

## Schriften (Auswahl)
- Neuere Untersuchungen zur Pathophysiologie und Therapie der obliterierenden Gefässerkrankungen der grossen Extremitätenarterien, Urban & Schwarzenberg, München 1958
- Hrsg.: Die obliterierenden Gefässerkrankungen unter besonderer Berücksichtigung der arteriellen Durchblutungsstörungen der Extremitäten, Urban & Schwarzenberg, München 1959